# Талош, Елена
Елена Андрея Талош (рум. Elena Andreea Taloș; род. 24 февраля 1995, Кымпулунг, Арджеш), в девичестве Панцурою (рум. Panțuroiu) — румынская легкоатлетка, специалистка по тройным прыжкам. Выступает на профессиональном уровне с 2010 года, чемпионка Европы среди молодёжи, чемпионка Балкан, многократная чемпионка Румынии, участница двух летних Олимпийских игр.

## Биография
Елена Панцурою родилась 24 февраля 1995 года в городе Кымпулунг, жудец Арджеш. Занималась лёгкой атлетикой в Онешти, проходила подготовку в местном одноимённом клубе CSM Onești.
Впервые заявила о себе на международном уровне в сезоне 2011 года, когда вошла в состав румынской сборной и выступила в тройном прыжке на юношеском мировом первенстве в Лилле.
В 2012 году в той же дисциплине выиграла юношеский чемпионат Балкан в Белграде.
В 2013 году выиграла серебряную медаль на юниорском европейском первенстве в Риети.
В 2014 году стала пятой на юниорском мировом первенстве в Орегоне.
В 2015 году прыгала тройным на чемпионате Европы в Праге и чемпионате мира в Пекине, завоевала серебряную награду на молодёжном европейском первенстве в Таллине.
В 2016 году была пятой на чемпионате мира в помещении в Портленде, выступила на чемпионате Европы в Амстердаме. Выполнив олимпийский квалификационный норматив (14,15), удостоилась права защищать честь страны на летних Олимпийских играх в Рио-де-Жанейро — в итоге в ходе предварительного этапа прыгнула тройным на 14 метров, чего оказалось недостаточно для выхода в финал.
В 2017 году соревновалась на чемпионате Европы в помещении в Белграде и на чемпионате мира в Лондоне, превзошла всех соперниц на молодёжном европейском первенстве в Быдгоще.
В 2018 году победила на международном турнире во французском Монтрёе, установив при этом свой личный рекорд в тройном прыжке — 14,47 метра. Помимо этого, заняла четвёртое место на чемпионате мира в помещении в Бирмингеме и на чемпионате Европы в Берлине.
На чемпионате мира 2019 года в Дохе показала 11-й результат.
В 2022 году стала восьмой на чемпионате Европы в Мюнхене.
В 2023 году среди прочего прыгала тройным на чемпионате Европы в помещении в Стамбуле и на чемпионате мира в Будапеште.
В 2024 году закрыла десятку сильнейших на чемпионате мира в помещении в Глазго, выступила на чемпионате Европы в Риме. Принимала участие в Олимпийских играх в Париже — в финале тройного прыжка показала результат 14,03 метра, расположившись в итоговом протоколе соревнований на 10-й строке.